# Altenhof (Wenden)

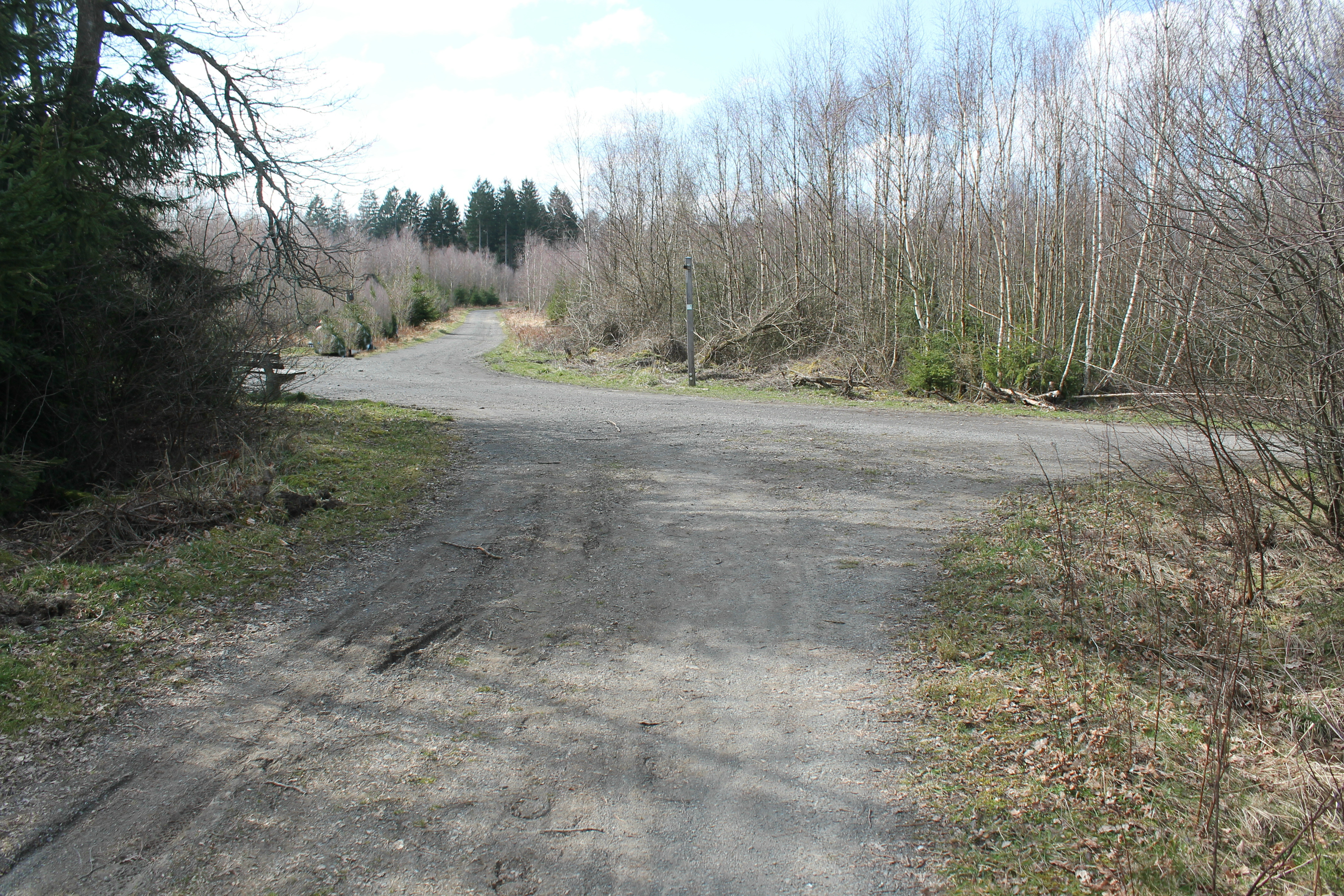
Kreuzung Höhenweg, gleichzeitig „Hileweg“ und (seit 1800) „Römerweg“ mit Heerweg aus dem Siegerland

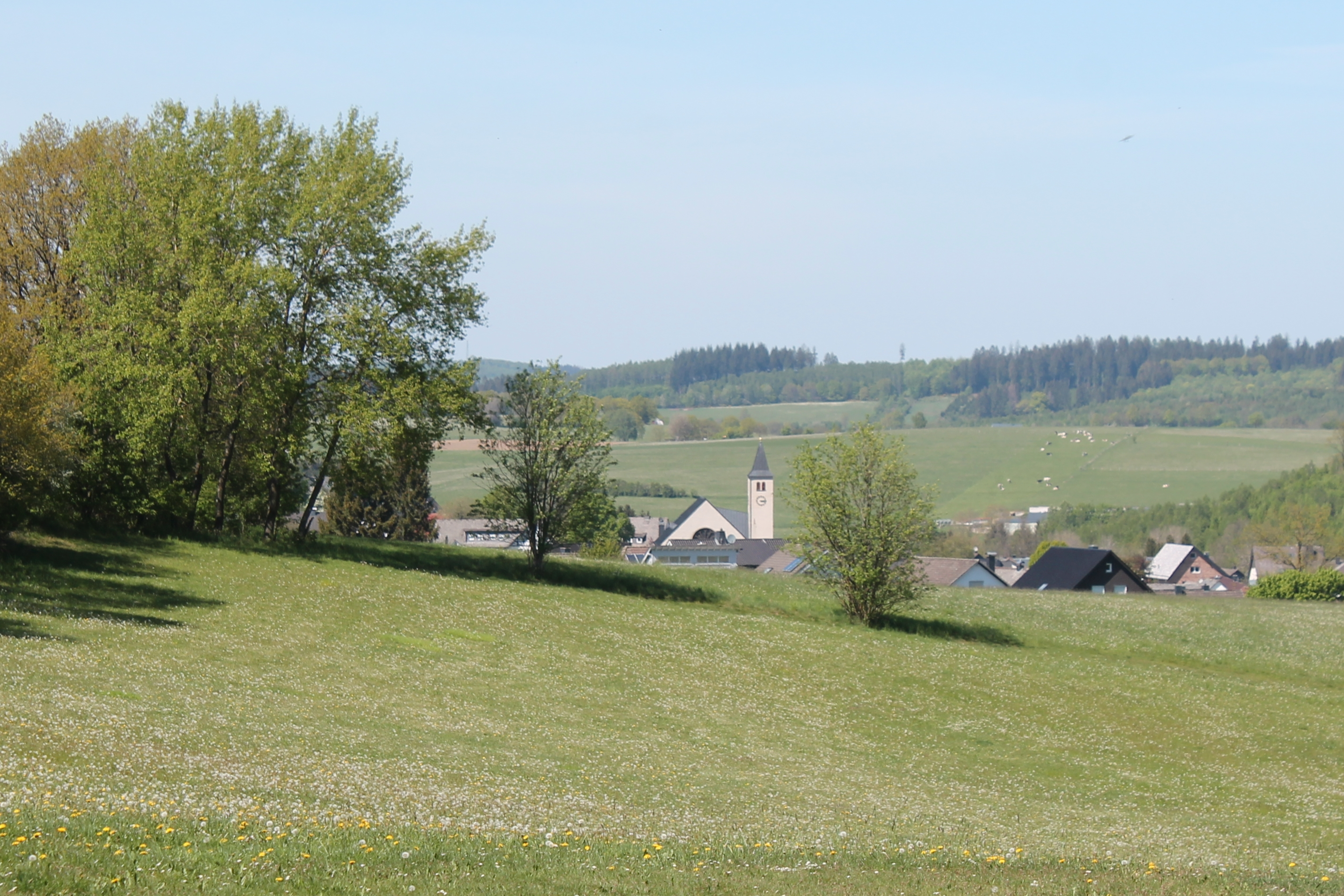

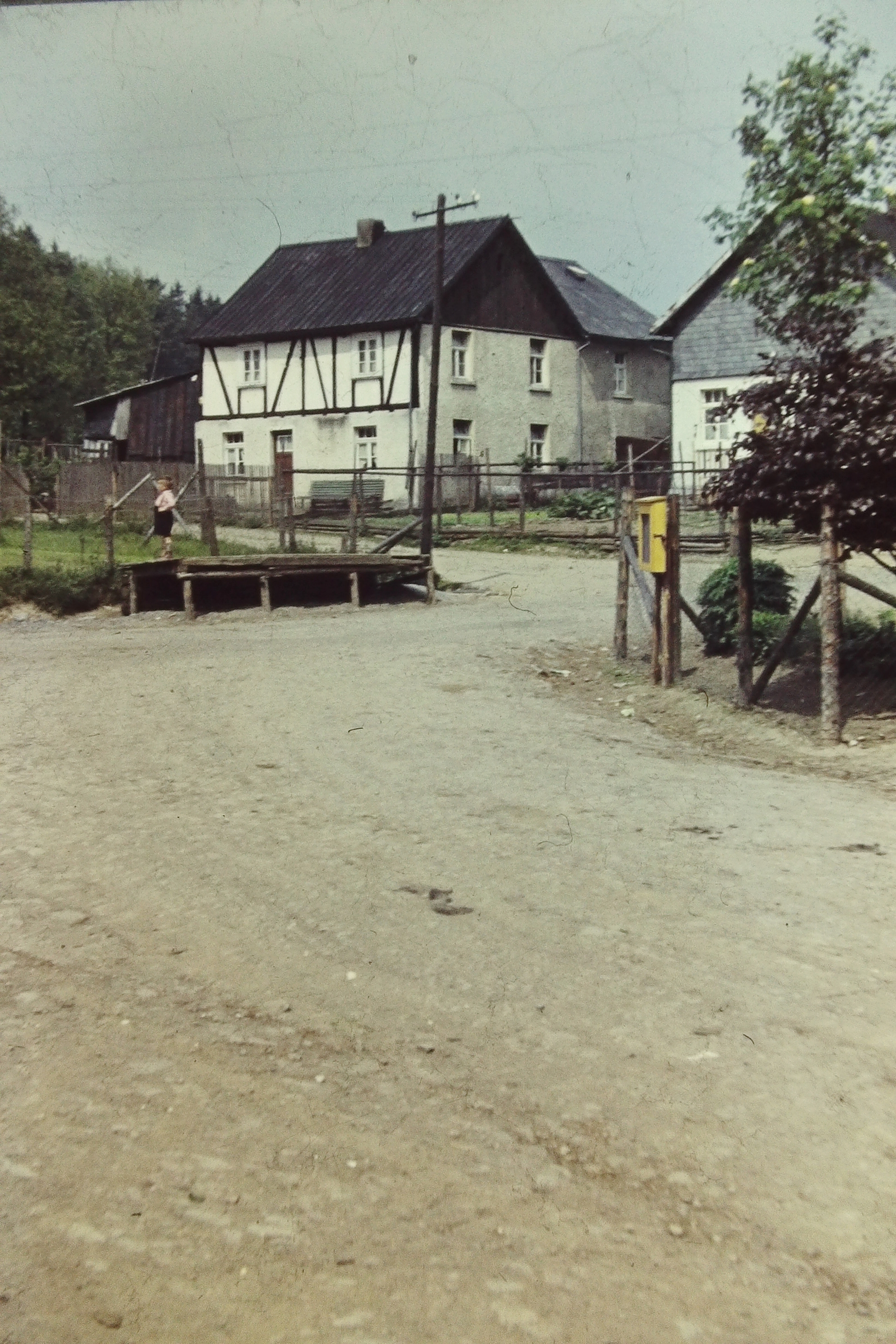
Dorfmitte mit Milchbank 1954

Altenhof ist ein Ortsteil der Gemeinde Wenden im Sauerland, Nordrhein-Westfalen (Deutschland).

## Geografie
Altenhof liegt im Wendener Land am südlichen Rande des Sauerlands im Kreis Olpe mit Höhen zwischen 360 und 440 m auf einer leichten Anhöhe eines Seitentals der Wende am Altenhofer Bach. Die Landschaft ist geprägt von breiten Talwannen und sanft geformten Kuppen, die den Eindruck einer Hochfläche entstehen lassen, während unmittelbar nach der Ortsgrenze zum Siegerland eine starke Zertalung mit steilen Abhängen festzustellen ist. Angrenzende Orte sind Hünsborn, Girkhausen, Osthelden, Schönau und Wenden.

## Geologie
Schiefergesteine und Grauwacken bilden den geologischen Untergrund, die zu steinigen Lehmböden verwittert sind. An den flachen Hängen und den breiten Talwannen neigt der Verwitterungslehm bei den hohen Niederschlägen zur Versumpfung. Der geologische Untergrund stammt aus dem Unterdevon (vor 400 – 350 Mio. Jahren) und gehört zu den Siegener Schichten (Pragium). Im Bereich der Grenze zum Siegerland sind es die älteren unteren Siegener Schichten, die von den Mittleren Siegener Schichten im Siedlungsbereich und diese an der Ortsgrenze zu Wenden von den jüngeren Oberen Siegener Schichten abgelöst werden. In den Quellmulden an der Grenze zum Siegerland hat sich während der letzten Eiszeit Löss abgelagert, der sich in wasserundurchlässigen Lösslehm gewandelt hat. Hauptkennzeichen des Klimas sind hohe Luftfeuchtigkeit, hohe Niederschlagsmengen, relativ niedrige Temperaturen und eine kurze Vegetationsperiode.

## Geschichte
Altenhof wird erstmals 1416 in einer Urkunde des Klosters Herford mit dem Hinweis genannt, dass „ton olden Have in dem Kerspel to Wenden, horich in dat Ampt Schonholthusen“ der später wüst gefallene Hof „Kortenbecke“ gestanden habe. Im Schatzungsregister von 1536 wird erstmals „Aldenhoff“ angeführt. Über „Aldenhoffen“ (1543), „Altenhoff“ (1556), „Aldenhoff“ (1628), „zum Altenhof“ (1705) hat sich der Ortsname bis zur heutigen Form „Altenhof“ (seit 1880)  gebildet. In Dokumenten der Pfarrei Wenden von 1547 ist auch die Formulierung „tom Haufe“ bzw. „tzo Hauffe“ gebräuchlich.

### Frühe Besiedlung

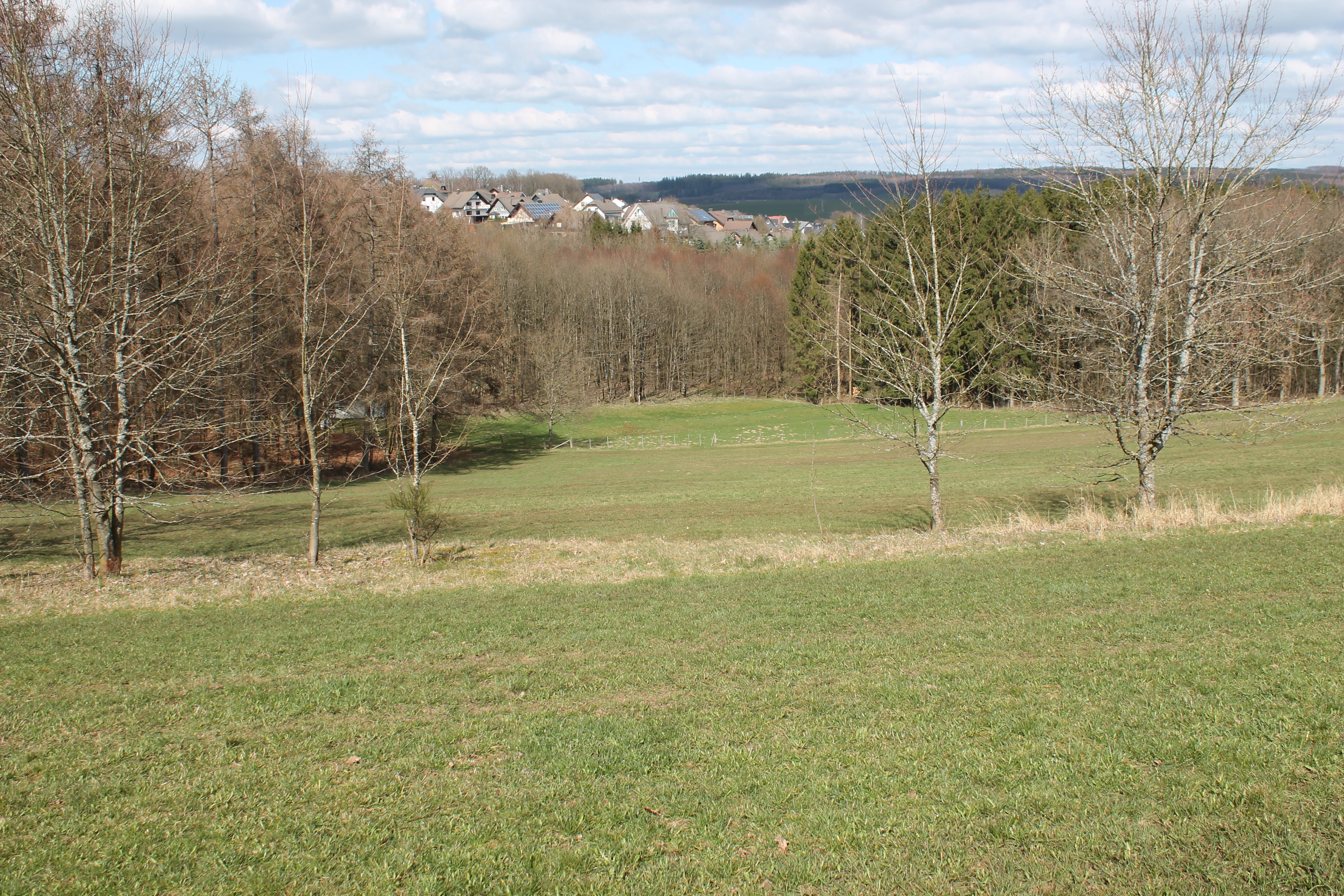

Es ist anzunehmen, dass die Flur von Altenhof bereits vor der Zeit der zweiten Lautverschiebung, also um 700 n. Chr. besiedelt wurde. Dies ist über die bis heute im Dialekt aktive fränkische Ortsbezeichnung Höëwingen zu schließen. Der Name enthält zum einen den „Hof“ als „eingehegter, eingezäunter Raum“. Zum anderen ist die Endung „-ingen“ vorhanden, die hier eine neutrale Stellenbezeichnung meint und die zu einem Siedlungsnamen werden konnte. Der Siedlungsname würde also „ein Ort, wo ein eingehegter Raum ist“ bedeuten.
Obwohl der Ort seit dem Mittelalter ausschließlich Altenhof genannt wird, werden in einer Urkunde von 1740 mehrere Altenhofer Flurstücke durchgehend als zu „Hövingen“ gehörig bezeichnet. Die regionale Geschichtsforschung geht davon aus, dass „Hövingen“ der Name einer im Spätmittelalter wüst gefallenen Siedlung in den Quellmulden unterhalb der Dörnschlade ist, deren Existenz sprachlich erhalten blieb. Überreste der Ackerterrassen konnten 2020 ausgemacht werden.

### Historische Fernwege
Altenhof liegt an der Kreuzung der historischen „Römerstraße“, die nach 1800 dem spätmittelalterlichen Weg entlang des Kölschen Hecks folgte, der auch Teil des historischen „Hilewegs“ war, und dem im späten Mittelalter aufgegebenen „Heerweg“ aus dem Siegerland. Unweit dieser Kreuzung hat der für die Geschichte des Siegener Raums bedeutende „Schlag am Heerweg“ gelegen. Darüber hinaus gab es auf Altenhofer Gebiet vier weitere „Schläge“, durch die die Grenze zwischen Hessen-Nassau und den Kurkölnischen Besitzungen passiert werden konnte.

### Ortsentwicklung
Der Ort wurde bereits im ausgehenden Mittelalter ringförmig als ein Haufendorf angelegt. Das Schatzungsregister von 1536 stellt 19 Hausstätten fest. Dies entsprach einer Bevölkerung von 120 Menschen. Höfe und Häuser gruppierten sich um die Ringstraße und bildeten den historischen Ortskern. Um 1900 waren es erst 41 Häuser. Die Bebauung folgte bis in die 1950er Jahre den Ansprüchen der Nebenerwerbslandwirtschaft, vor allem der Viehzucht, indem auch die kleineren Häuser Stallungen für Rinder, Schweine und Hühner sowie Heu- und Getreideböden bekamen. Größere Wohnungsbautätigkeiten erfolgten Ende der 60er Jahre, was auch zu einer neuen Siedlung auf dem Winterhagen führte. In den letzten Jahrzehnten wurde der Ort durch rege Bautätigkeiten und Zuzüge erweitert.

## Landwirtschaft

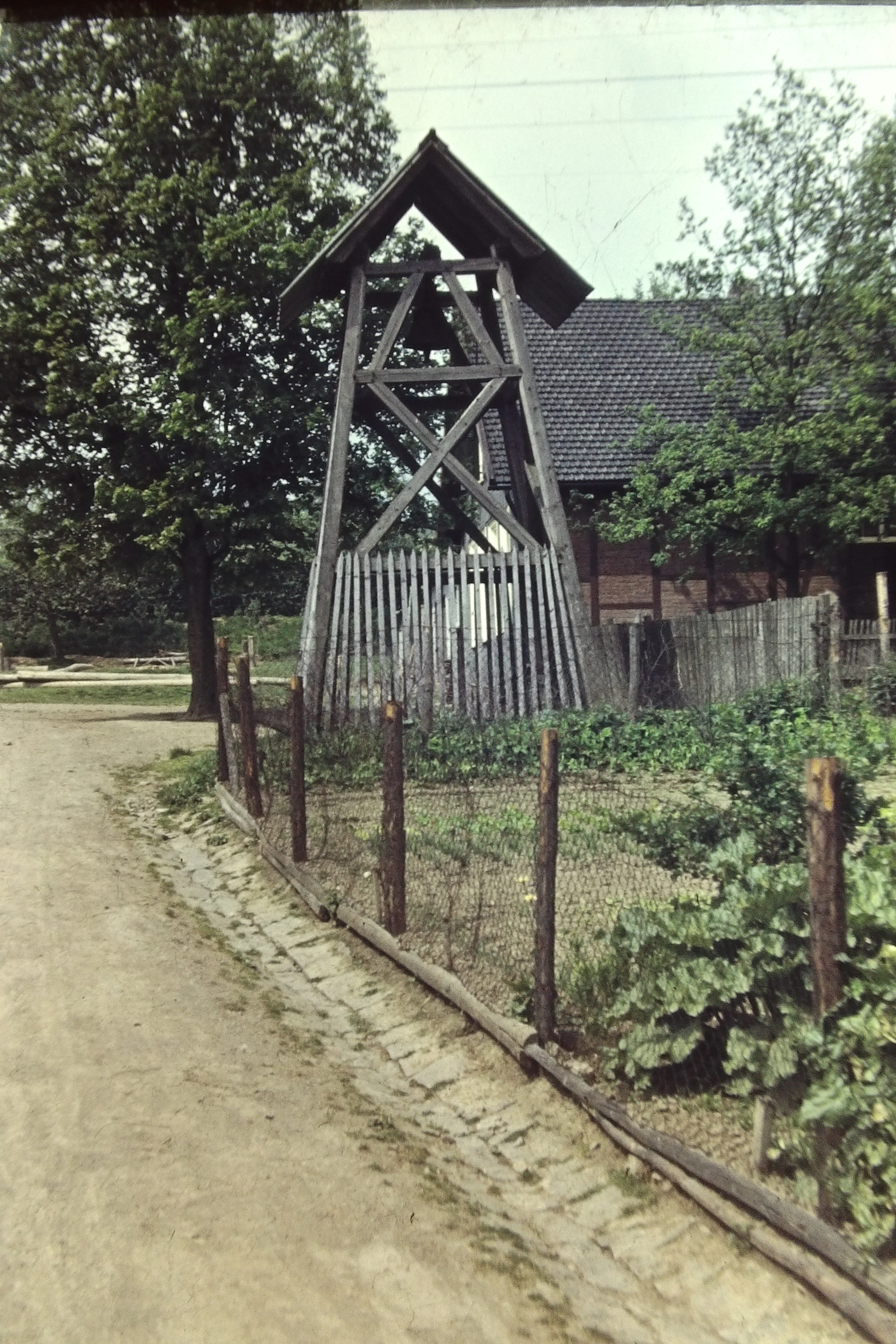
Glockenturm und Alte Schule 1954

Landbau wurde bis Mitte des 20. Jahrhunderts überwiegend als Subsistenzwirtschaft im Nebenerwerb betrieben. Bis in die Neuzeit war die im fränkischen Kulturraum übliche Realteilung auch im Wendener Land erhalten geblieben. Dadurch wurden die zur Verfügung stehenden Flächen mit jeder Generation kleiner. Die ausgeprägte Parzellierung von Grund und Boden führte daher zur Ortsbildung statt zu großen Einzelhöfen oder Weilern. Im 19. Jahrhundert wurden im Zuge der Separation die durch die Realteilung weit verstreuten und zum Teil unrentabel kleinen Grundstücke zusammengelegt (Flurbereinigung Gemarkung Schönau).
Zudem erlaubten der karge Boden und die hohen Niederschläge keinen Ackerbau, der über den Eigenbedarf für Mensch und Vieh hinausging. Daher überwiegt bis heute die Viehzucht, vor allem Rinder.
Bis in die Zwanzigerjahre des 20. Jahrhunderts herrschte eine extensive Weidewirtschaft vor. Wiesen wurden als Heulieferant genutzt. Das Vieh wurde auch in den Wäldern gehütet (Hude). Im Zuge einer Wiesenmelioration nach 1920 wurden auch in Altenhof neue Formen der Be- und Entwässerung entwickelt und damit das nutzbare Weideland erweitert und verbessert. In dieser Zeit entstanden auch die Weidekämpe, die das Huden des Viehs in den Wäldern überflüssig machte. Von den drei bäuerlichen Haupterwerbsbetrieben am Ende des 20. Jahrhunderts ist nur ein Viehbetrieb übriggeblieben. Viehzucht wird auch noch in einigen Nebenerwerbseinrichtungen betrieben.

## Wirtschaft
1958 wurde eine für das südliche Sauerland bedeutende Rennfeuerhütte, ein mittelalterlicher Schmelzofen mit Schmiedestelle und Schlackenhalde, im „Dicken Berg“ ausgegraben. Bei dem Schmelzofen handelte sich um ein flaches Rennfeuer, das mit der 50 × 40 cm großen Herdmulde in den gewachsenen Boden eingetieft war. Die Anlage gehörte zu den Besitztümern des in Wenden ansässigen Ritters Bernhard uff der Muntze. Auf Eisenverhüttung im 13. bis 15. Jahrhundert weist auch der Flurname „Hüttenbruch“ hin. Bis zum Einsatz der Steinkohle wurden die Hütten des benachbarten Siegerlandes auch durch Holzkohle aus den Altenhofer Wäldern versorgt, was bis ins 19. Jahrhundert zu einem Raubbau führte, der auch durch die nach 1803 eingeführte Haubergsordnung nicht wesentlich eingedämmt wurde.
Die Siegerländer Industrie ist seit dem 19. Jahrhundert für die Einkünfte der Altenhofer von Bedeutung. Vor dem regelmäßigen Arbeiterbusverkehr von Olpe über Wenden nach Eichen und Kreuztal sind die Männer mehr als 10 km zu Fuß zu ihrer Arbeitsstelle gegangen. Die anfallenden Arbeiten in der Landwirtschaft haben tagsüber die Frauen und die Kinder übernommen. Industriellen Bergbau gab es in Altenhof seit 1856 in der „Grube Schildergasse“ auf der Anhöhe nach Girkhausen mit 13 Arbeitern. Dort wurden bis 1948 Blei, Zink und Kupfer gefördert. Darüber hinaus sind 1911 drei weitere Grubenfelder in Altenhof dokumentiert, in denen Eisenerz gefördert wurde. Ende der fünfziger Jahre des 20. Jahrhunderts erfolgte die Gründung einer ersten kleinen, eisenverarbeitenden Fabrik durch die Familie Lüling, sie wurde von der Familie Flügel weitergeführt. Diese wiederum übernahm Heinrich Muhr aus Attendorn, der dort Ende der sechziger Jahre das „Dia-Therm“ Werk aufbaute. Das expandierte Familienunternehmen Muhr Metalltechnik GmbH + Co. KG ist heute bedeutender Autozulieferer und Heizkörper-Hersteller. Mit Verkauf und Service ist die Firma Buchen eines der größten Landtechnik-Unternehmen im Südsauerland.

## Religion
Die Zugehörigkeit zum kurkölnischen Herzogtum Westfalen hat das religiöse Leben bis heute katholisch geprägt, auch in Abgrenzung zum benachbarten protestantischen Siegerland. Der Ort gehört zur Kirchengemeinde Wenden. 1963 wurde der Grundstein der St.-Marien-Kirche, die mit viel Eigenleistung und finanziellen Mitteln der Bewohner (340.000 DM) errichtet wurde, gelegt. Die Schulkinder leisteten mit 6.000 DM für den Tabernakel ihren Beitrag. Patronatstag ist der 8. September, der Festtag „Mariä Geburt“.
Auf den bis in das 20. Jahrhundert extremen Kinderreichtum verweist ein Glasfenster in der Kirche, das die „Wendsche Mutter“ mit 10 Kindern zeigt. Die Mutter wird gleichzeitig in Verbindung mit der ebenfalls als Glasfenster ausgebildeten Darstellung des Nikolaus von der Flüe gesehen.

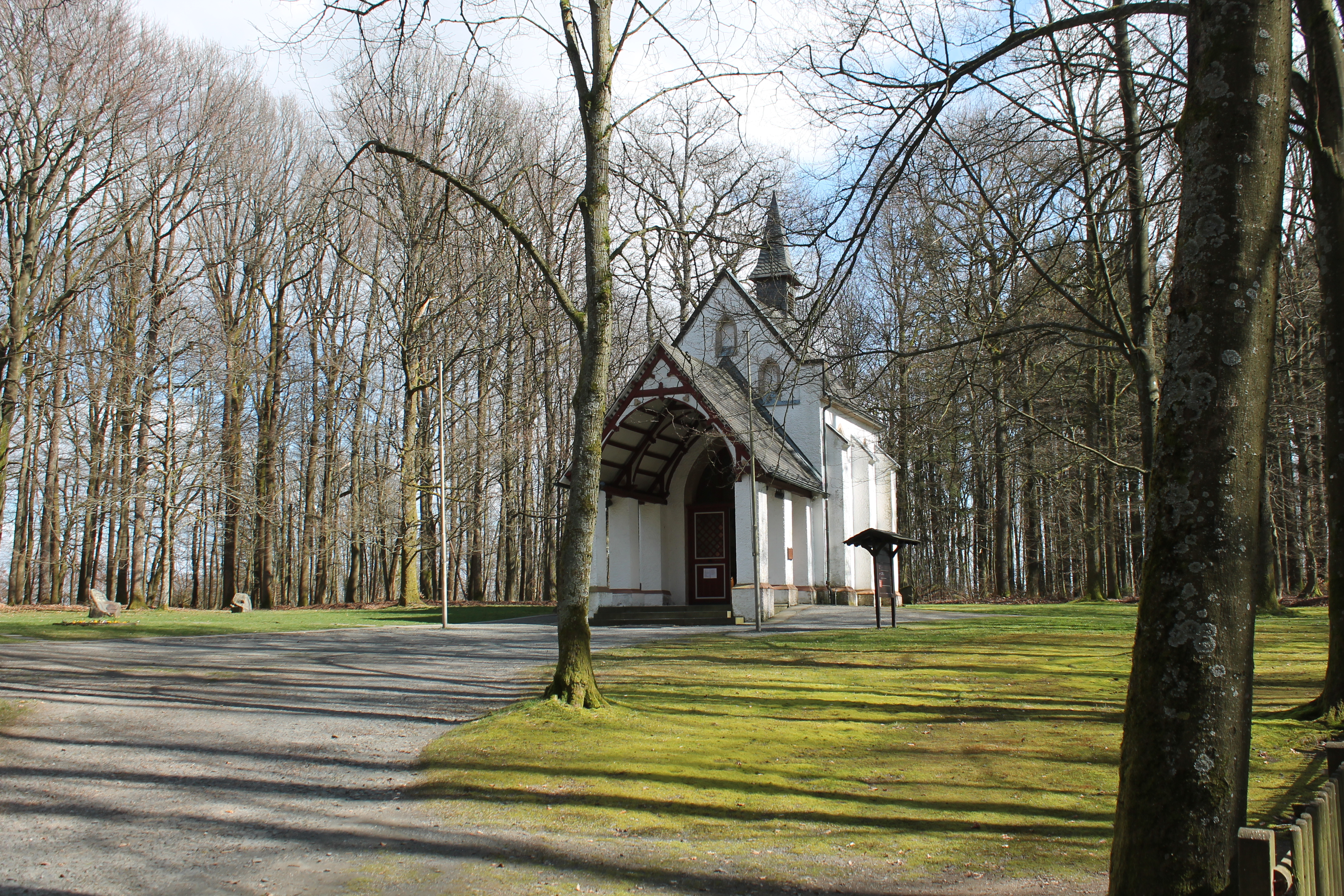

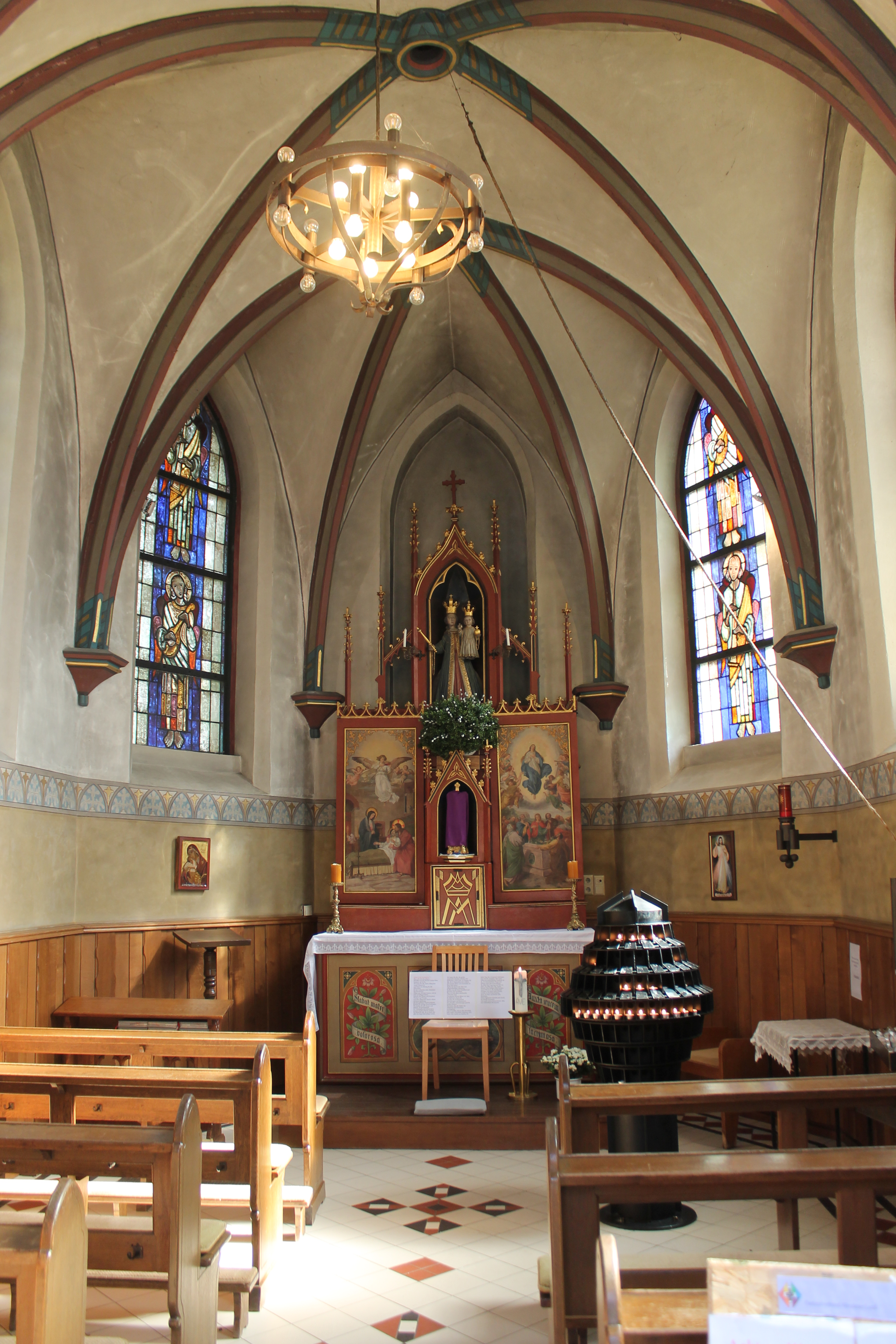

Vor dem Kirchbau war die denkmalgeschützte Wallfahrtskapelle „Dörnschlade“ das religiöse Zentrum der katholischen Altenhofer. Eine Vorgängerkapelle ist bereits 1414 erstmals erwähnt. Sie ist weiterhin ein beliebter Wallfahrtsort.

## Sprache
In Altenhof wird auch heute noch als Alltagssprache das Wendsche Platt, ein moselfränkischer, niederdeutscher Dialekt, gesprochen. Entlang der Ortsgrenze zum Siegerland verläuft die ausgeprägte Grenze zwischen dem oberdeutschen und niederdeutschen Sprachbereich (Benrather Linie). Das Wendsche Platt grenzt sich auch von der sauerländischen Mundart, einem westfälischen Zweig des Niedersächsischen, ab.

## Naturschutzgebiete Wiebruch und Großmicke
Südwestlich von Altenhof im Quellgebiet des Altenhofer Baches befindet sich das 39,93 ha große Naturschutzgebiet Wiehbruch, das 2008 vom Kreistag mit dem Landschaftsplan Nr. 4 Wenden – Drolshagen ausgewiesen wurde. Eiszeitlicher Löss ist hier zu wasserundurchlässigem Lösslehm verwittert. Der Erlen- und Birkenbruchwald gehört zu den urwüchsigsten Landschaften im Wendener Land. Hier kommen seltene Pflanzenarten wie verschiedene Torfmossarten und das gefleckte Knabenkraut vor. Altenhof hat auch Anteil am 135,54 ha großen Naturschutzgebiet Großmicke im Bereich des alten Weidekamps. Der Bachtalkomplex ist Brut-, Durchzugs- und Überwinterungsgebiet seltener und gefährdeter Vogelarten, insbesondere Wiesenbrüter und sonstige Arten des Offenlandes. Es kommen seltene Pflanzen wie Fieberklee, Schmalblättriges Wollgras und Geflecktes Knabenkraut vor.

## Vereine und Genossenschaften
Selbsthilfe und Selbstorganisation haben in Altenhof eine lange Tradition, die bis auf das hessische Forstgesetz von 1810 zurückgeht. Bis in die 50er Jahren versorgte sich der Ort selbst über die verschiedenen Genossenschaften mit den notwendigen Ressourcen, indem Wegebau, Wasserbeschaffung,  Versorgung mit elektrischer Energie, Betrieb von Weidekämpen, Hauberg, Kirchenbau, Getreidedreschen und anderes durch ebendiese örtlichen Genossenschaften organisiert wurden. Auch das Vereinsleben ist stark ausgeprägt. Heute sind u. a. noch folgende Vereine in Altenhof aktiv:

### Verein für Dorfgemeinschaftsaufgaben Altenhof
Der Förderverein Altenhof (VFD) wurde Ende der Achtziger Jahre mit dem Ziel gegründet, eine Bürgerbegegnungsstätte für die Ortschaft Altenhof/Girkhausen zu errichten. Er engagiert sich in den Bereichen Dorfgeschichte, Ortsverschönerung, soziale Aufgaben und Naturschutz.

### Schützenbruderschaft Altenhof
Die St. Hubertus Schützenbruderschaft Altenhof 1909 e. V. ist eine historische Schützenbruderschaft im „Bund der historischen Schützenbruderschaften“, zugehörig dem Bezirksverband Wenden.

### FC Altenhof
Der erstmals 1930 gegründete Sportverein FC Altenhof spielte von 1956 bis 1963 in der damals vierthöchsten Liga. Im Jahr 1977 wurde der FC Altenhof neu gegründet. Der Verein spielt aktuell in der Bezirksliga 5 (Westfalen). Insgesamt hat der Verein 270 Mitglieder und es sind im Jahre 2020 2 Senioren-, 3 Altliga- und 14 Jugendteams unter dem Verein FC Altenhof gemeldet. Gespielt wird auf dem Sportplatz „Am Winterhagen“.

### Kirchenbauverein Altenhof
Der Kirchenbauverein wurde am 3. Januar 1955 gegründet mit dem Ziel, eine eigene Kirche zu errichten. Dies konnte mit der Grundsteinlegung am 30. Juni 1963 realisiert werden. Der Bau erfolgte mit einem hohen Anteil an freiwilliger Eigenarbeit.

### Familienzentrum Altenhof
Der Kindergartenverein Altenhof e. V. entstand aus einer Elterninitiative 1973 und gehörte damit zu den ersten durch einen Elternverein getragenen Kindertagesstätten im Kreis Olpe und NRW. Heute ist er ein zertifiziertes Familienzentrum.

### Wasserbeschaffungsverband Altenhof-Girkhausen
Der Wasserbeschaffungsverband Altenhof – Girkhausen besteht seit 1955 und hat die Aufgabe, seine Mitglieder in den Ortschaften Altenhof und Girkhausen in der Gemeinde Wenden mit Trinkwasser zu versorgen. Die Verwaltung und Netzunterhaltung werden durch ehrenamtliche Tätigkeit ermöglicht.

### Der Musikverein „Lyra“Altenhof 1903 e. V.
Der Musikverein „Lyra“ Altenhof wurde 1903 von 15 musikbegeisterten Bürgern gegründet. Heute umfasst der Verein über 150 Mitglieder und hat neben dem Hauptorchester auch ein Gemeinschaftsjugendorchester, in denen Kinder und Jugendliche erste musikalische Erfahrungen sammeln.